# US-amerikanische Leichtathletik-Meisterschaften 2018
Die US-amerikanischen Leichtathletik-Meisterschaften 2018 fanden vom 21. bis 24. Juni 2019 im Drake Stadium in Des Moines, Iowa statt. Organisiert wurden sie vom Leichtathletikverband USA Track & Field.

## Ergebnisse

### Männer
| Disziplin        | Gold               | Gold         | Silber               | Silber       | Bronze            | Bronze       |
| ---------------- | ------------------ | ------------ | -------------------- | ------------ | ----------------- | ------------ |
| 100 m            | Noah Lyles         | 9,88 s       | Ronnie Baker         | 9,90 s       | Kendal Williams   | 10,00 s      |
| 200 m            | Ameer Webb         | 20,47 s      | Terrell Smith        | 20,74 s      | Andrew Hudson     | 20,80 s      |
| 400 m            | Kahmari Mongomery  | 44,58 s      | Paul Dedewo          | 44,64 s      | Michael Cherry    | 44,85 s      |
| 800 m            | Clayton Murphy     | 1:46,50 min  | Isaiah Harris        | 1:47,11 min  | Erik Sowinski     | 1:47,76 min  |
| 1500 m           | Matthew Centrowitz | 3:43,37 min  | Izaic Yorks          | 3:43,63 min  | Eric Jenkins      | 3:43,74 min  |
| 5000 m           | Paul Chelimo       | 13:29,47 min | Ryan Hill            | 13:29,67 min | Hassan Mead       | 13:30,12 min |
| 10.000 m         | Lopez Lomong       | 28:58,38 min | Shadrack Kipchirchir | 28:59,67 min | Elkanah Kibet     | 29:00,00 min |
| 110 m Hürden     | Devon Allen        | 13,46 s      | Grant Holloway       | 13,46 s      | Jarret Eaton      | 13,51 s      |
| 400 m Hürden     | Kenny Selmon       | 48,21 s      | T.J. Holmes          | 48,51 s      | Khallifah Rosser  | 48,65 s      |
| 3000 m Hindernis | Evan Jager         | 8:20,10 min  | Hillary Bor          | 8:22,58 min  | Andy Bayer        | 8:24,66 min  |
| 20.000 m Gehen   | Nick Christie      | 1:24:53,37 h | Emmanuel Corvera     | 1:27:47,13 h | John Cody Risch   | 1:28:29,47 h |
| Hochsprung       | Jeron Robinson     | 2,31 m       | Erik Kynard          | 2,28 m       | Trey Culver       | 2,28 m       |
| Stabhochsprung   | Sam Kendricks      | 5,85 m       | Christopher Nilsen   | 5,80 m       | Cole Walsh        | 5,75 m       |
| Weitsprung       | Jeff Henderson     | 8,10 m       | Zack Bazile          | 8,08 m       | Marquis Dendy     | 8,04 m       |
| Dreisprung       | Donald Scott       | 17,37 m      | Chris Benard         | 17,32 m      | KenAndre Bates    | 17,16 m      |
| Kugelstoßen      | Darrell Hill       | 21,57 m      | Ryan Crouser         | 20,99 m      | Curtis Jensen     | 20,87 m      |
| Diskuswurf       | Reggie Jagers      | 68,61 m      | Mason Finley         | 67,06 m      | Sam Mattis        | 66,32 m      |
| Hammerwurf       | Rudy Winkler       | 73,76 m      | Alex Young           | 73,22 m      | Sean Donnelly     | 73,09 m      |
| Speerwurf        | Curtis Thompson    | 75,99 m      | Capers Williamson    | 75,71 m      | Riley Dolezal     | 75,10 m      |
| Zehnkampf        | Zack Ziemek        | 8294 Punkte  | Solomon Simmons      | 8019 Punkte  | Harrison Williams | 7878 Punkte  |

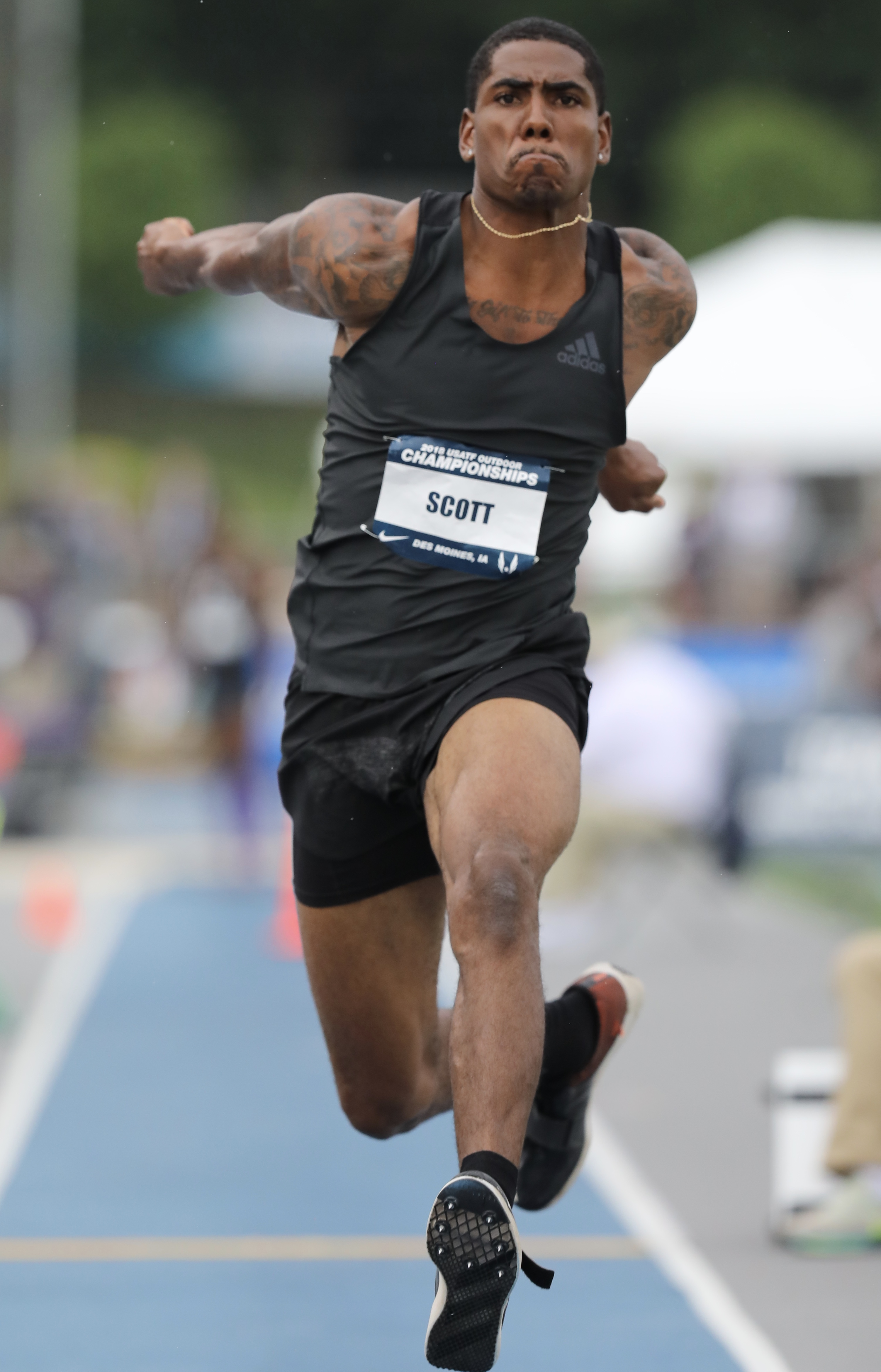
Donald Scott gewann den Dreisprung
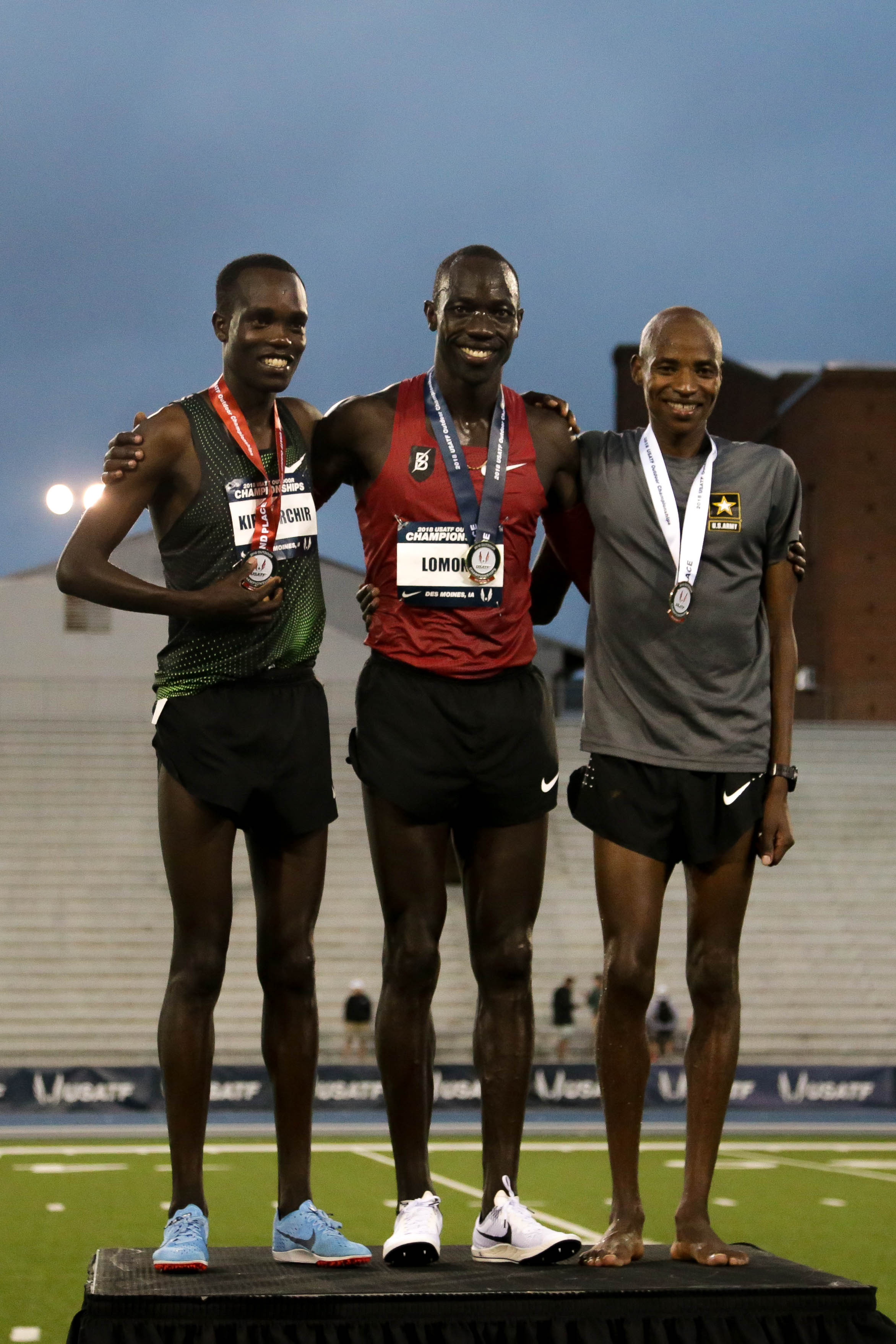
Die drei Medaillengewinner des 10.000-Meter-Laufs
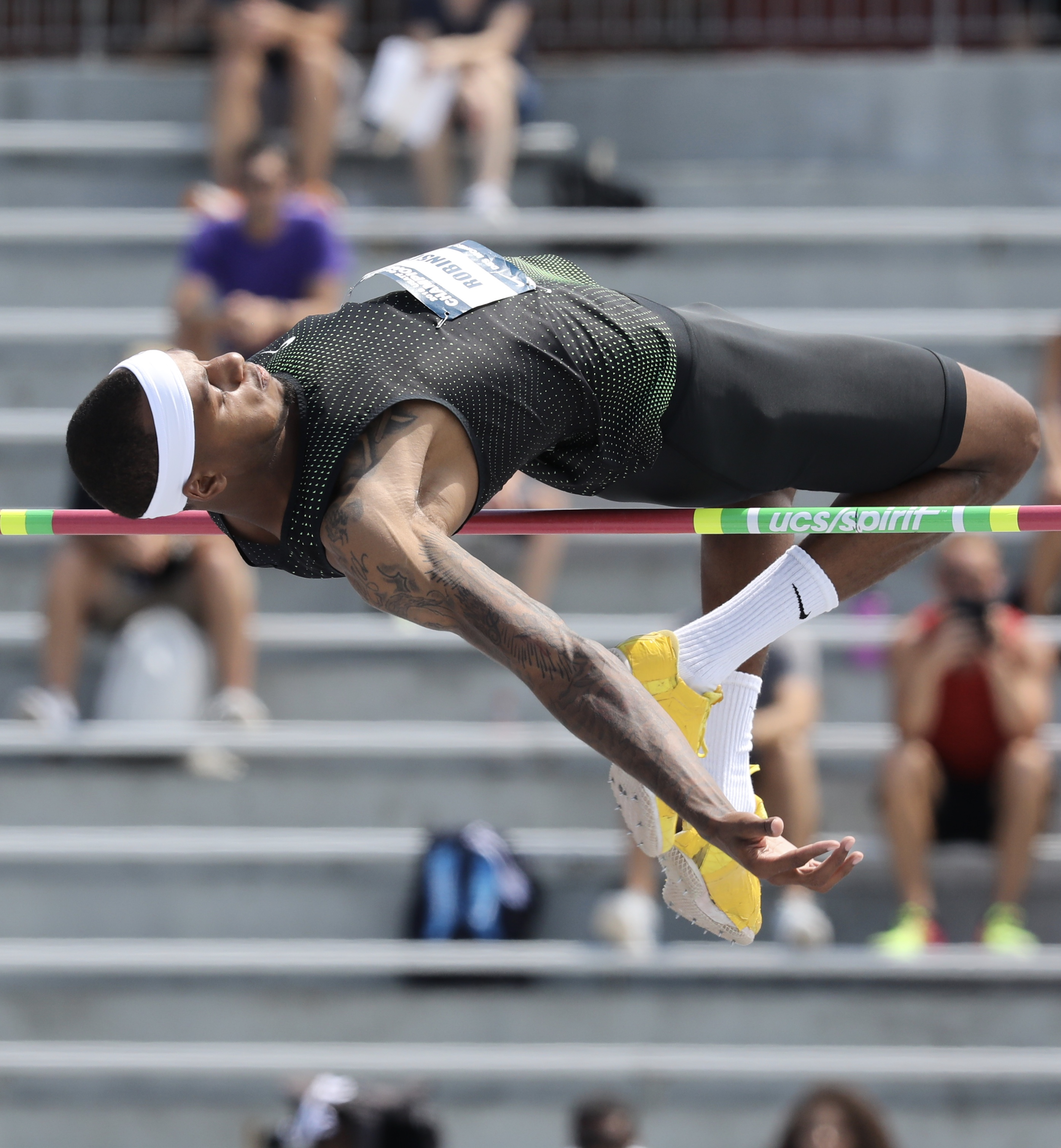
Den Hochsprung gewann Jeron Robinson

### Frauen
| Disziplin        | Gold                | Gold         | Silber            | Silber       | Bronze            | Bronze       |
| ---------------- | ------------------- | ------------ | ----------------- | ------------ | ----------------- | ------------ |
| 100 m            | Aleia Hobbs         | 10,91 s      | Ashley Henderson  | 10,96 s      | Jenna Prandini    | 10,98 s      |
| 200 m            | Jenna Prandini      | 22,62 s      | Phyllis Francis   | 22,83 s      | Kyra Jefferson    | 22,89 s      |
| 400 m            | Shakima Wimbley     | 49,52 s      | Jessica Beard     | 50,08 s      | Kendall Ellis     | 50,37 s      |
| 800 m            | Ajeé Wilson         | 1:58,18 min  | Raevyn Rogers     | 1:58,57 min  | Ce’Aira Brown     | 1:58,65 min  |
| 1500 m           | Shelby Houlihan     | 4:05,48 min  | Jenny Simpson     | 4:06,21 min  | Kate Grace        | 4:07,04 min  |
| 5000 m           | Shelby Houlihan     | 15:31,03 min | Rachel Schneider  | 15:32,71 min | Karissa Schweizer | 15:34,31 min |
| 10.000 m         | Molly Huddle        | 31:52,32 min | Marielle Hall     | 31:56,68 min | Stephanie Bruce   | 32:05,05 min |
| 100 m Hürden     | Kendra Harrison     | 12,46 s      | Christina Manning | 12,65 s      | Sharika Nelvis    | 12,68 s      |
| 400 m Hürden     | Shamier Little      | 53,61 s      | Georganne Moline  | 54,12 s      | Cassandra Tate    | 55,00 s      |
| 3000 m Hindernis | Emma Coburn         | 9:17,70 min  | Courtney Frerichs | 9:18,69 min  | Mel Lawrence      | 9:33,30 min  |
| 20.000 m Gehen   | Maria Michta-Coffey | 1:35:21,59 h | Katie Burnett     | 1:37:55,97 h | Robyn Stevens     | 1:40:28,96 h |
| Hochsprung       | Vashti Cunningham   | 1,95 m       | Inika McPherson   | 1,92 m       | Liz Patterson     | 1,89 m       |
| Stabhochsprung   | Sandi Morris        | 4,80 m       | Katie Nageotte    | 4,70 m       | Jenn Suhr         | 4,60 m       |
| Weitsprung       | Sha'Keela Saunders  | 6,54 m       | Quanesha Burks    | 6,52 m       | Kendell Williams  | 6,48 m       |
| Dreisprung       | Keturah Orji        | 14,59 m      | Tori Franklin     | 14,52 m      | Imani Oliver      | 14,22 m      |
| Kugelstoßen      | Magdalyn Ewen       | 19,29 m      | Jessica Ramsey    | 19,23 m SB   | Raven Saunders    | 18,74 m      |
| Diskuswurf       | Valarie Allman      | 63,55 m      | Magdalyn Ewen     | 61,13 m      | Laulauga Tausaga  | 60,65 m      |
| Hammerwurf       | DeAnna Price        | 78,12 m AR   | Gwen Berry        | 72,99 m      | Brooke Andersen   | 72,17 m      |
| Speerwurf        | Kara Winger         | 62,88 m      | Avione Allgood    | 56,54 m      | Ariana Ince       | 55,97 m      |
| Siebenkampf f1   | Erica Bougard       | 6347 Punkte  | Lindsay Schwartz  | 5933 Punkte  | Allison Reaser    | 5901 Punkte  |

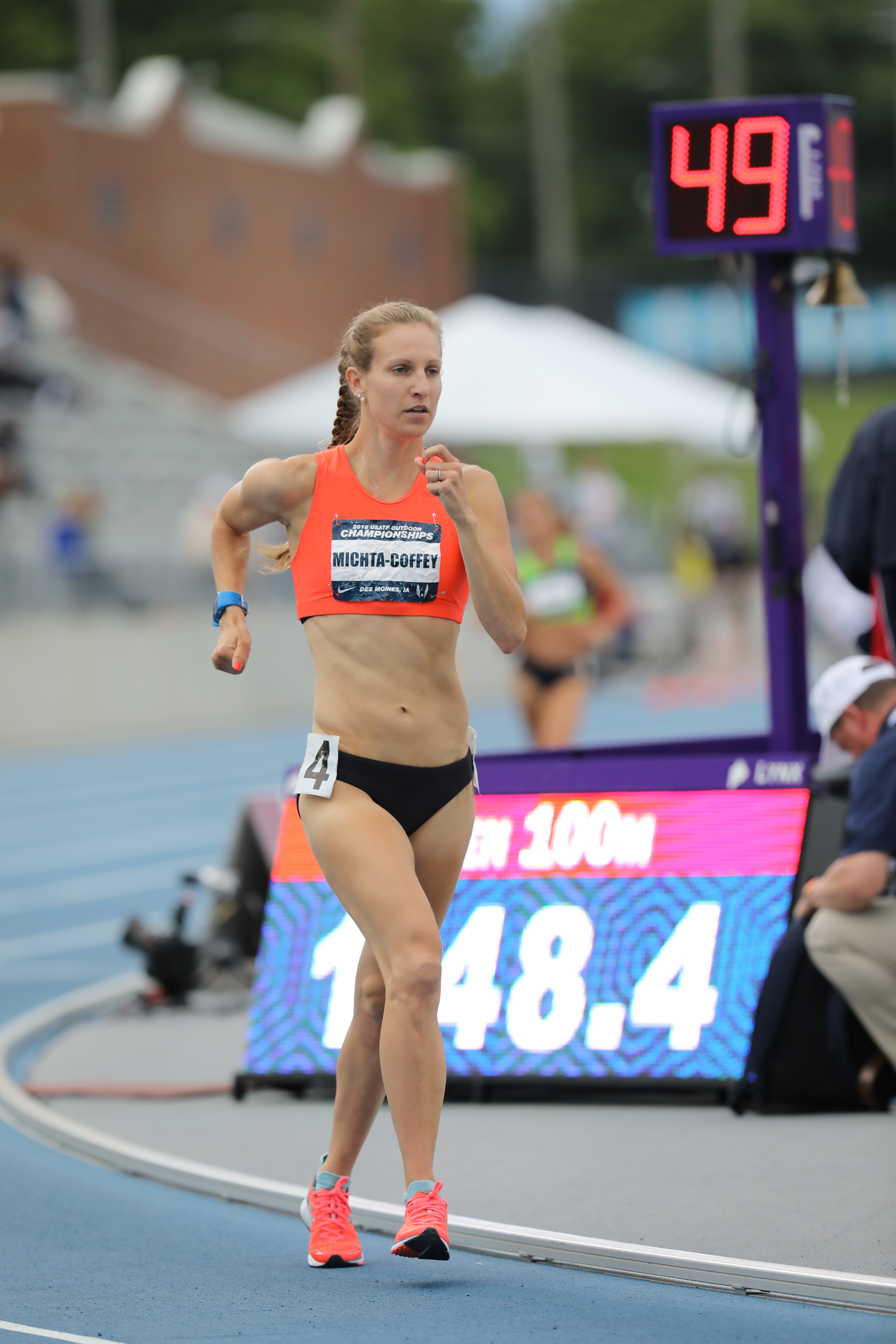
Maria Michta-Coffey gewann das 20.000-Meter-Bahngehen
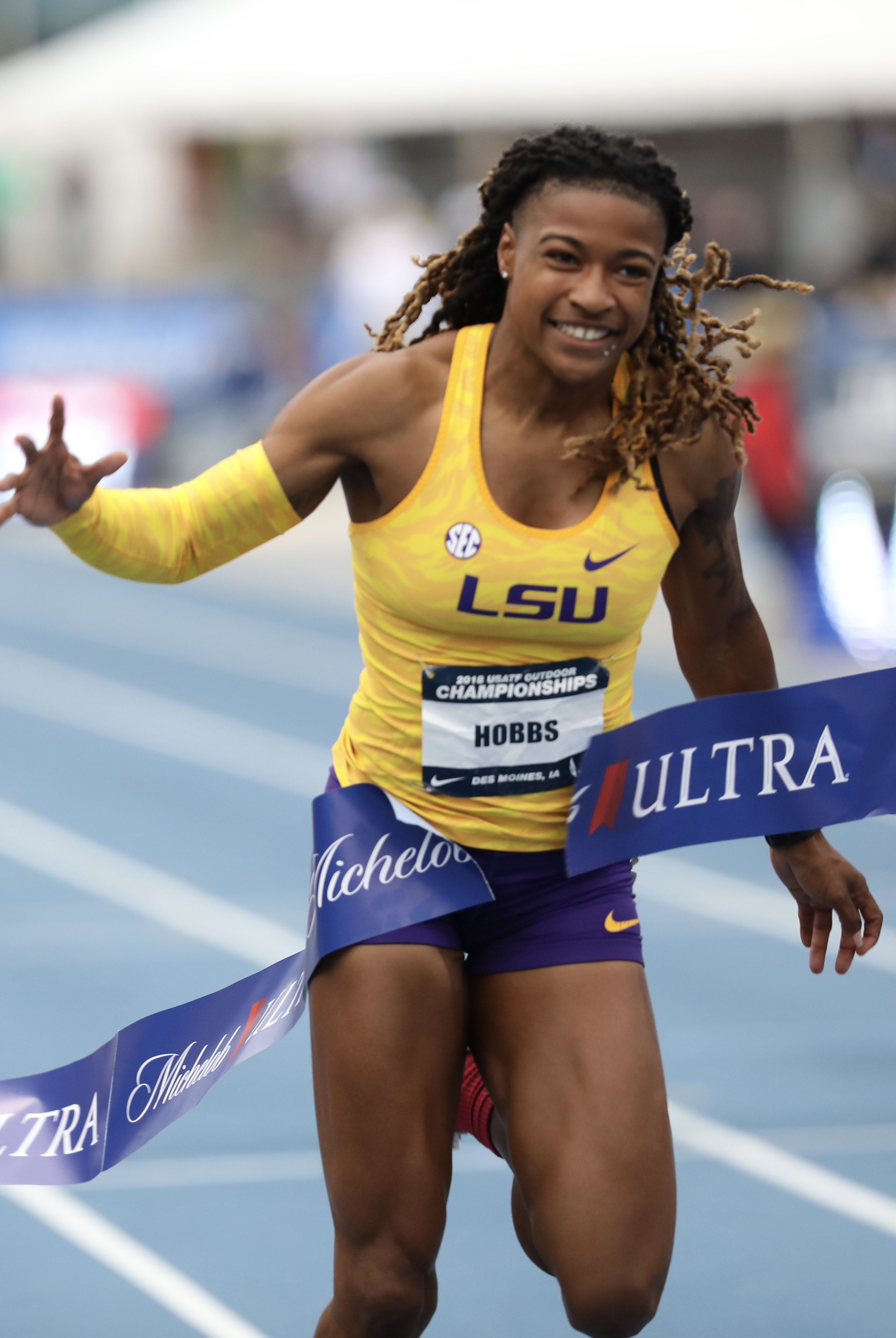
Aleia Hobbs gewann die 100 m
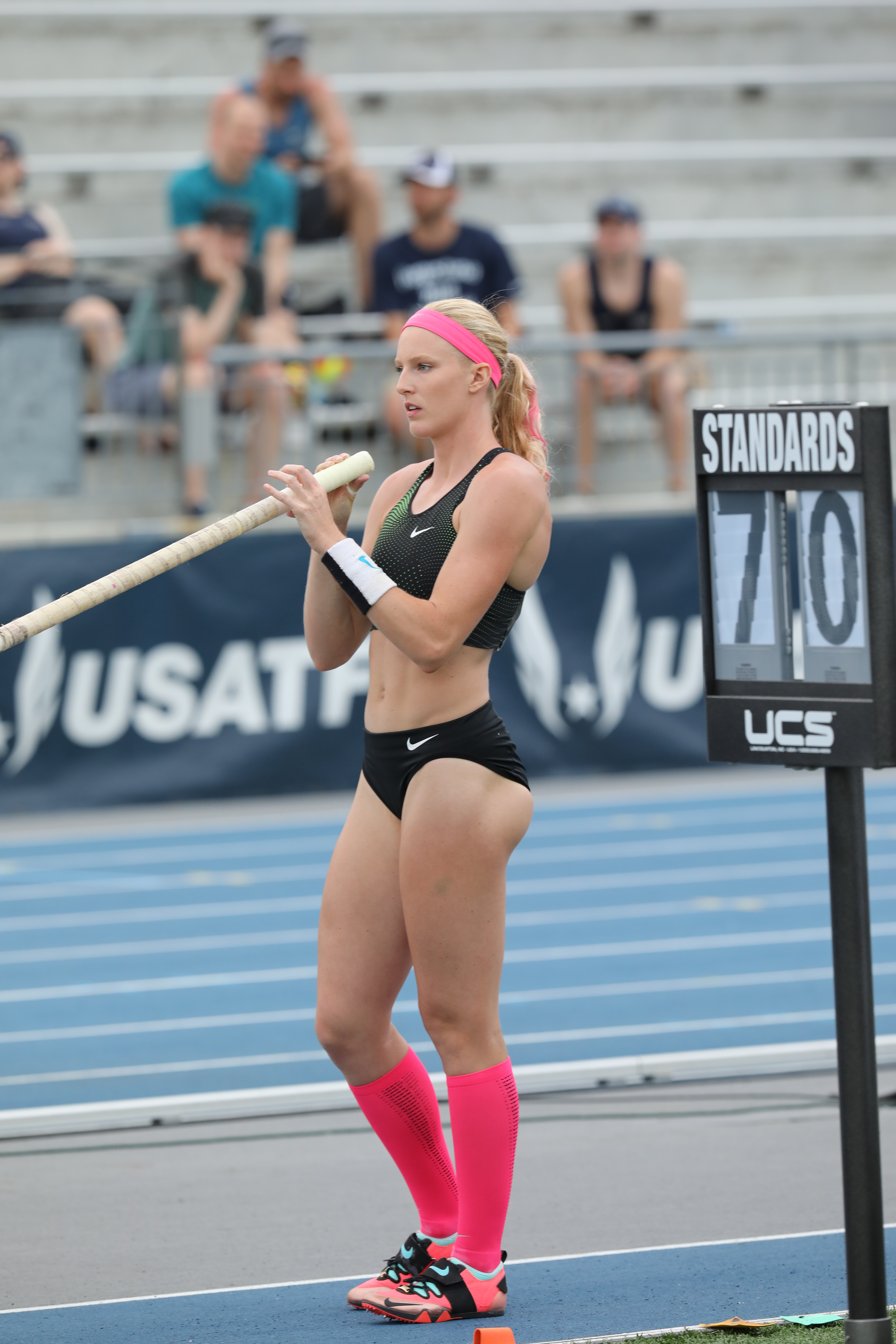
Im Stabhochsprung siegte Sandi Morris